# Louis Pirc
Louis Pirc (tudi Alojzij Pirc), slovenski publicist, urednik in politik, * 4. julij 1887, Drganja sela, † 29. junij 1939, Cleveland, ZDA.
Pirc je v Ljubljani končal 4 razrede osnovne šole ter 2 razreda nižje gimnazije. Emigriral je v ZDA in se v New Yorku zaposlil pri izdajatelju in uredniku časopisa Glas naroda Franku Sakserju, časnikarske izkušnje je pridobival tudi pri humorističnem glasilu Komar. Leta 1906 je prevzel uredništvo Nove domovine v Clevelandu. Od leta 1909 do 1939 je bil urednik oziroma sourednik, od leta 1910 do 1919 pa tudi solastnik Clevlandske Amerike, ki je od leta 1919 dalje izhajala kot Ameriška domovina. Pirc pa je bil tudi med ustanovitelji in večletni tajnik Slovenske narodne čitalnice in Slovenske zveze ter ravnatelj Slovenskega narodnega doma v Clevelandu.